# Jan Brussaard
Pieter Johannes „Jan” Brussaard (ur. 30 stycznia 1875 w Delfshaven, zm. 28 grudnia 1940 w Rotterdamie) – holenderski strzelec, olimpijczyk i medalista mistrzostw świata. Ojciec Jana Hendrika Brussaarda, również strzelca.

## Kariera
Dwukrotny uczestnik igrzysk olimpijskich (IO 1908, IO 1920). Na igrzyskach w Londynie wystąpił wyłącznie w jednej konkurencji – zajął 7. miejsce w karabinie dowolnym w trzech postawach z 300 m drużynowo. Podczas igrzysk w Antwerpii wystartował przynajmniej w 6 konkurencjach. Najwyższe miejsce ponownie osiągnął w drużynowym strzelaniu z karabinu dowolnego w trzech postawach z 300 m (8. pozycja).
Brussaard ma w dorobku 1 medal mistrzostw świata. W 1912 roku został drużynowym brązowym medalistą w karabinie dowolnym w trzech postawach z 300 m (skład zespołu: Antonius Bouwens, Jan Brussaard, Antonie de Gee, Gerard van den Bergh, Uilke Vuurman).

## Wyniki

### Igrzyska olimpijskie
| Igrzyska       | Konkurencja                                     | Wynik                                         | Miejsce | Źródło |
| -------------- | ----------------------------------------------- | --------------------------------------------- | ------- | ------ |
| Londyn 1908    | Karabin dowolny, trzy postawy, 300 m, drużynowo | 4130 pkt. (druż.) 645 pkt. ind. (307–186–152) | 7       | [ 1 ]  |
| Antwerpia 1920 | Karabin dowolny, trzy postawy, 300 m            | 866 pkt.                                      | ?       | [ 4 ]  |
| Antwerpia 1920 | Karabin dowolny, trzy postawy, 300 m, drużynowo | 4383 pkt. (druż.) 866 pkt. (ind.)             | 8       | [ 2 ]  |
| Antwerpia 1920 | Karabin wojskowy leżąc, 300 m, drużynowo        | 269 pkt. (druż.)                              | 12      | [ 5 ]  |
| Antwerpia 1920 | Karabin wojskowy leżąc, 600 m, drużynowo        | 266 pkt. (druż.)                              | 9       | [ 6 ]  |
| Antwerpia 1920 | Karabin wojskowy leżąc, 300 i 600 m, drużynowo  | 495 pkt. (druż.)                              | 13      | [ 7 ]  |
| Antwerpia 1920 | Karabin wojskowy stojąc, 300 m, drużynowo       | 228 pkt. (druż.)                              | 10      | [ 8 ]  |

### Medale na mistrzostwach świata
Opracowano na podstawie materiałów źródłowych:
| Mistrzostwa           | Konkurencja                                     | Wynik             | Miejsce |
| --------------------- | ----------------------------------------------- | ----------------- | ------- |
| Bajonna/Biarritz 1912 | Karabin dowolny, trzy postawy, 300 m, drużynowo | 5010 pkt. (druż.) |         |